# I due Titanic
I due Titanic (The Riddle of The Titanic) è un libro scritto nel 1995 da Robin Gardiner, uno dei teorici della cospirazione sul Titanic e Dan Van der Vat, storico navale e militare..
Il libro partendo da considerazioni degli autori sulle dinamiche della tragedia, burocrazie, cause, inchieste e anzitutto sulla costruzione di due navi gemelle sostiene la tesi che il Titanic non lasciò mai Southampton, ma lo fece al suo posto la sua "gemella segreta", l'Olympic.

## Edizioni
- (EN)  R. Gardiner e D. Van der Vat, The Riddle Of The Titanic, 1995, Weidenfeld & Nicolson. ISBN 0-297-81528-8.
- R. Gardiner, D. Van der Vat, I due Titanic, 1997, Piemme, ISBN 978-88-384-2789-3.